# FilaSiete
FilaSiete es una revista española que versa sobre cine y series de televisión. Fue creada en Sevilla en 1998 y está dirigida por Alberto Fijo. Dispone también de un sitio web en el que incluye información sobre la misma temática, así como de un canal en YouTube.

## Historia
El primer número de FilaSiete vio la luz en Sevilla en octubre de 1998. En aquel momento era una revista especializada en crítica cinematográfica, de periodicidad mensual y distribución gratuita. Al año siguiente se inauguró el portal de Internet, que incluye información sobre las mismas materias que la revista. En 2011 se anunció que el entonces Centro de Enseñanza Superior Villanueva —adscrito a la Universidad Complutense— coeditaría la revista, que pasaría así a tener una segunda edición en Madrid. Además, alumnos y profesores del centro podrían colaborar en la publicación, para lo que se crearon sendas secciones dedicadas a estilismo y publicidad relacionadas con el cine para favorecer la participación de los estudiantes. Dichas secciones se sumaban a las ya existentes, que incluían ya —además de la tradicional crítica cinematográfica— crítica de series de televisión, entrevistas, revisión de clásicos, reseñas de libros sobre cine, noticias sobre rodajes o comentarios sobre música de cine.
En diciembre de 2016 la revista pasó a ser trimestral. La gratuidad desapareció y la venta por suscripción pasó a ser el principal recurso para el sostenimiento de la publicación. En 2022 se comenzaron a publicar números monográficos dedicados a géneros (como el cine negro, el wéstern, el cine de aventuras o el biopic), subgéneros (screwball comedy) o directores (Alfred Hitchcock, John Ford, Frank Capra o Billy Wilder).

## Libros
- En 2016 FilaSiete publicó Cine pensado 2015, un libro que comentaba las principales películas de 2015. Nació así la colección Cine pensado, que se extendió en años sucesivos hasta 2021, y que estaba dedicada a aportar análisis críticos de los filmes más interesantes de cada año. Los libros son utilizados también en la labor de difusión cultural que realiza la revista, organizando charlas en diversas ciudades españolas —y alguna extranjera, como la que se impartió en la sede del Instituto Cervantes de Roma— en las que se comentan las películas con apoyo en la proyección de secuencias de las mismas.
- A 120 (Alberto Fijo, 2020). Análisis de ciento veinte películas estrenadas entre 1900 y 2020.
- El cine agraciado de Terrence Malick
- El western renacido del siglo XXI
- FilaSiete. 25 años en 100 películas (VV.AA., 2024). Para conmemorar el vigésimo quinto aniversario de la revista, se publicó una recopilación de cien artículos publicados en FilaSiete y escritos por distintos colaboradores sobre otras tantas películas estrenadas durante el período.

## Firmas
El director de FilaSiete, Alberto Fijo, es profesor de Crítica de cine y televisión en la Universidad Villanueva. La mayor parte de los colaboradores son —o han sido— profesores universitarios o críticos de cine, además de alumnos universitarios. Entre ellos se puede destacar a Sofía López, Ana Sánchez de la Nieta, Claudio Sánchez, Alfonso Méndiz, Jerónimo José Martín, Pedro Antonio Urbina o Juan Orellana.

## Premios
En la 31.ª edición de los Premios ASECAN, concedidos por la Asociación de Escritores y Escritoras de Cine de Andalucía en 2019, FilaSiete fue galardonada con el Premio ASECAN Labor Informativa.